# Macinia

Mapa de algunas de las ciudades griegas de las regiones de Etolia y Acarnania en la Antigüedad. Macinia se ubicaba en Etolia.

Macinia o Macina (en griego, Μακυνία o Μακύνα) es el nombre de una antigua ciudad griega de Etolia aunque a veces se le consideraba parte de Lócrida Ozolia.
Fue citada por Arquitas de Anfisa en el siguiente verso:

Macina, coronada de uvas de fragante perfume, amable.
Plutarco, Cuestiones griegas, 15.

Estrabón la sitúa junto al monte Tafiaso, cerca de Calcis y Molicria. El geógrafo menciona que, al igual que Molicria, fue fundada después del retorno de los Heráclidas.
Es mencionada por Plinio el Viejo, que también cita un monte con su mismo nombre.
Actualmente existe una población que conserva su antiguo nombre de Macinia.